# Муромське
Му́ромське (до 1948 року — Кучю́к-Бурунди́к, крим. Küçük Burundıq) — село в Україні, у Білогірському районі Автономної Республіки Крим.
Центр Муромської сільської ради.
Відстань від райцентру до населеного пункта становить 19 кілометрів по прямій.
У 2023 році у проєкті Постанови Верховної Ради України «Про перейменування деяких населених пунктів Автономної Республіки Крим» село запропоновано перейменувати на Кучук-Бурундук.